# Iona Gaels

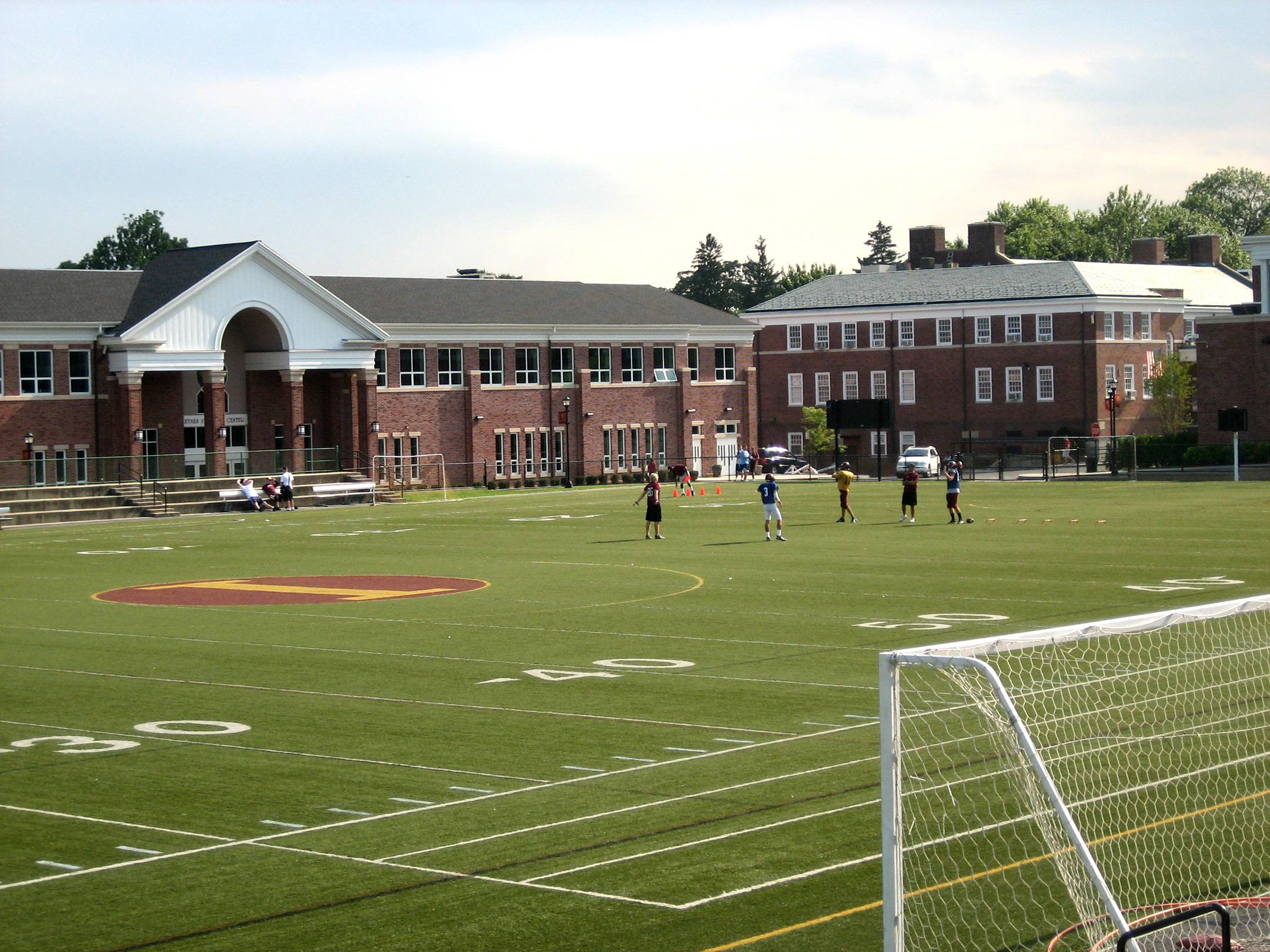
Mazzella Field y Hynes Athletics Center.

Iona Gaels (español: Gaélicos de Iona) es la denominación de los equipos deportivos de la Universidad de Iona, institución académica ubicada en New Rochelle, Nueva York. Los Gaels participan en las competiciones universitarias organizadas por la NCAA, y forman parte de la Metro Atlantic Athletic Conference.

## Apodo y mascota
El símbolo del Universidad de Iona es el Gael. Se denomina así a los que hablan alguna de las lenguas goidélicas, que incluye al idioma irlandés y al gaélico escocés, en consonancia con la tradición de Iona, fundada en 1940 por la irlandesa congregación de Hermanos Cristianos, y denominada como la escocesa abadía de Iona. El Gael está representado como un personaje valiente, y proporciona a Iona un apodo en consonancia con el lema de la escuela, certa bonum certamen (combate un buen combate), personificando la fuerza.

## Equipos
Los Gaels compiten en 8 deportes masculinos y en 9 femeninos:
| - Masculino - Baloncesto - Atletismo y Campo a través - Fútbol - Remo - Waterpolo - Natación - Béisbol - Golf | - Femenino - Baloncesto - Atletismo y Campo a través - Fútbol - Remo - Waterpolo - Natación - Sóftbol - Voleibol - Lacrosse |

## Baloncesto
El equipo de baloncesto masculino ha conseguido el título de la Metro Atlantic Athletic Conference en 7 ocasiones y ha llegado al torneo final del campeonato nacional de la NCAA en 10 ocasiones, aunque solo han ganado un partido, en 1980 ante Holy Cross. Un total de cinco jugadores han llegado a la NBA, destacando entre todos ellos Richie Guerin, que jugó 13 temporadas, y Jeff Ruland, que jugó 8 temporadas.

## Campo a través
El equipo de campo a través masculino de Iona es uno de los mejores de la División I de la NCAA, habiendo acabado en once ocasiones entre los 10 mejores equipos del país. Fueron subcampeones en 2008 y 2009, acabando en 2010 en la octava posición con un equipo formado principalmente por atletas de primer y segundo año. Han ganado en 24 ocasiones consecutivas el título de la MAAC.

## Instalaciones deportivas
- Hynes Athletic Center, es el pabellón donde disputan sus partidos los equipos de baloncesto y voleibol. Tiene una capacidad para 2.611 espectadores y fue inaugurado en 1974.[6]
- Mazzella Field, es el estadio donde disputan sus encuentros los equipos de fútbol. Fue inaugurado en 1989 y tiene una capacidad para 2.440 espectadores.[7]